# Крістофоро Ландіно

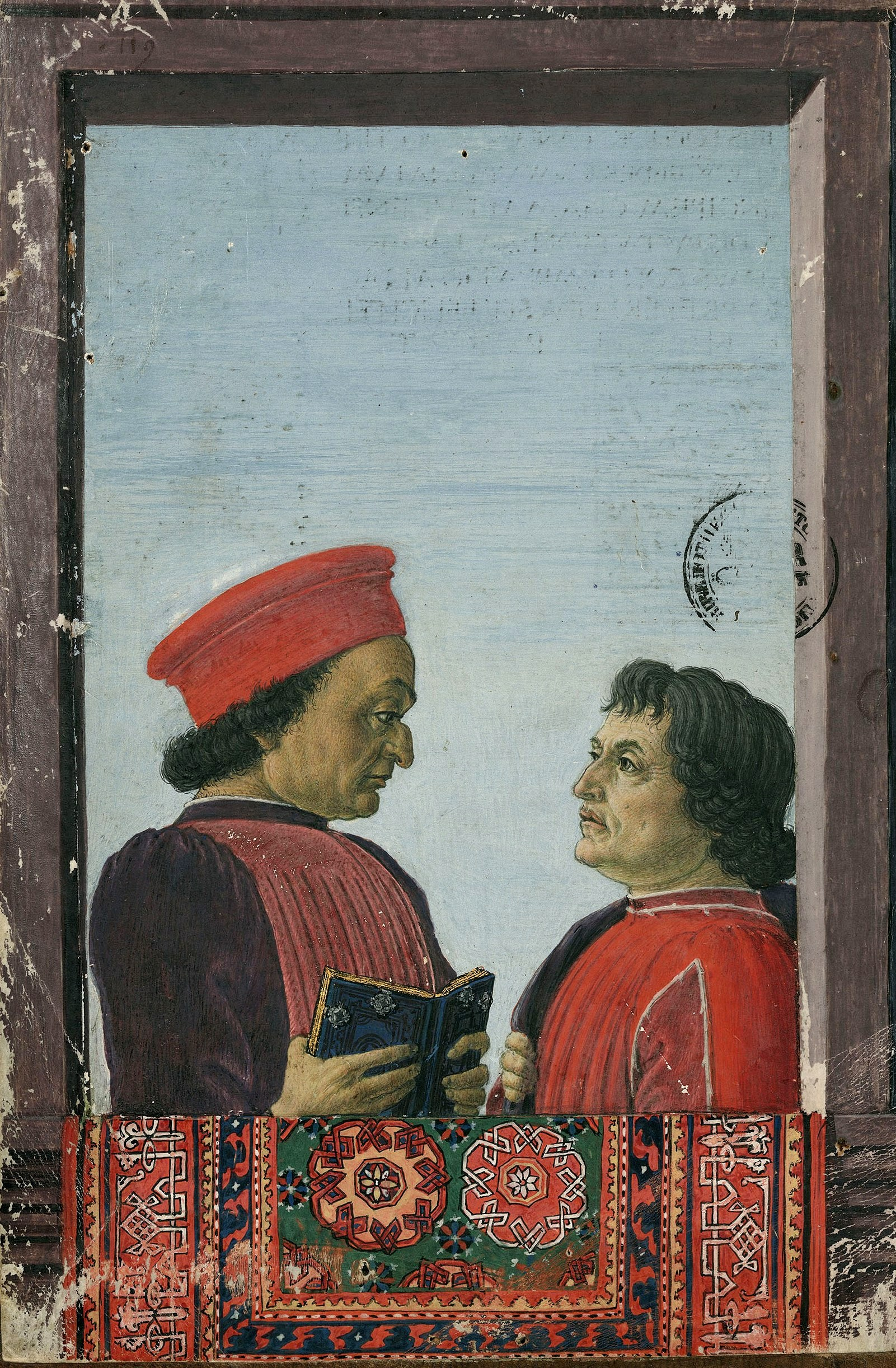
Федеріко да Монтефельтро з письменником-гуманістом Крістофоро Ландіно (праворуч), художник Сандро Боттічеллі, приблизно 1460 рік.

Крістофоро Ландіно (нар. 1424, Пратовеккіо, Казентіно, Флоренція — пом. 24 вересня 1498, Борго-алла-Колліна, Казентіно) — італійський гуманіст і важлива постать флорентійського Відродження.

## Біографія
Ландіно народився у Флоренції в 1424 році. Він походить з родини, пов'язаної з Казентіно. Вивчав право та грецьку мову (під керівництвом Георгія Трапезундського). Всупереч волі батька відмовився від кар'єри юриста та вирішив натомість вивчати філософію, рішення, яке він не зміг би реалізувати, якби не заступництво П'єро ді Козімо де Медічі. Дружина Ландіно, Лукреція, була з родини Альберті.
У 1458 році Ландіно замінив Крістофоро Марсуппіні на посаді завідувача кафедри риторики та поезії у Флорентійській студії. Його учні, які прагнули відомішого вчителя, спочатку виступали проти призначення Ландіно, проти він таки залишився і став важливою постаттю культурного та інтелектуального життя Флоренції.
Ландіно був членом Платонівської академії, заснованої Марсіліо Фічіно у Флоренції. Він був вихователем Лоренцо де Медічі та його брата Джуліано. Ландіно також обіймав державні посади, спочатку як канцлер партії гвельфів (1467), а пізніше як скриптор публічних листів для Синьйорії.
Ландіно помер у 1498 році на віллі в Борго-алла-Колліна, яку отримав у подарунок від Медічі.

## Твори
Ландіно був плідним письменником. Він відстоював використання народної італійської мови.
Написав три твори, оформлені у вигляді філософських діалогів: De anima (1453), De vera nobilitate (1469) і Disputationes Camaldulenses (прибл. 1474). У «Диспутаціях» кілька гуманістів порівнюють переваги активного та споглядального життя.
Під псевдонімом «Ксандра» Ландіно опублікував три томи латинських віршів. Вони були присвячені П'єро Медічі. Він також підготував багато листів та промов, які були опубліковані  після його смерті італійською мовою у Венеції (1561).

Особливе значення для епохи Відродження мали коментарі Ландіно до « Енеїди» (1478) та «Божественної комедії» (1481). Щоб сприяти використанню народної італійської мови, Ландіно читав лекції про Петрарку, а також переклав і опублікував «Природничу Історію» Плінія (1476) та "Життя Франческо Сфорца " Джованні Сімонетти латинською мовою (1490). Серед його учнів був історик Андреа Камбіні.
1. 1 2  Зведений список імен діячів мистецтва
2. ↑  Bibliothèque nationale de France BNF: платформа відкритих даних — 2011.
3. ↑  CONOR.Sl
4. ↑  Andrea Cambini (1538). Della origine de turchi.

## Галерея

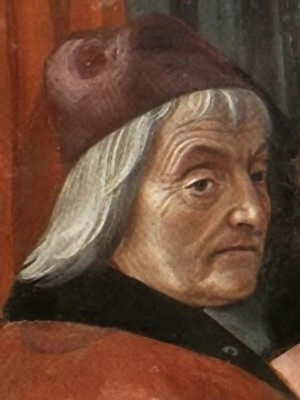
Крістофоро Ландіно з фрески, написаної художником епохи Відродження Доменіко Гірландайо в капелі Торнабуоні, Санта-Марія-Новелла, Флоренція
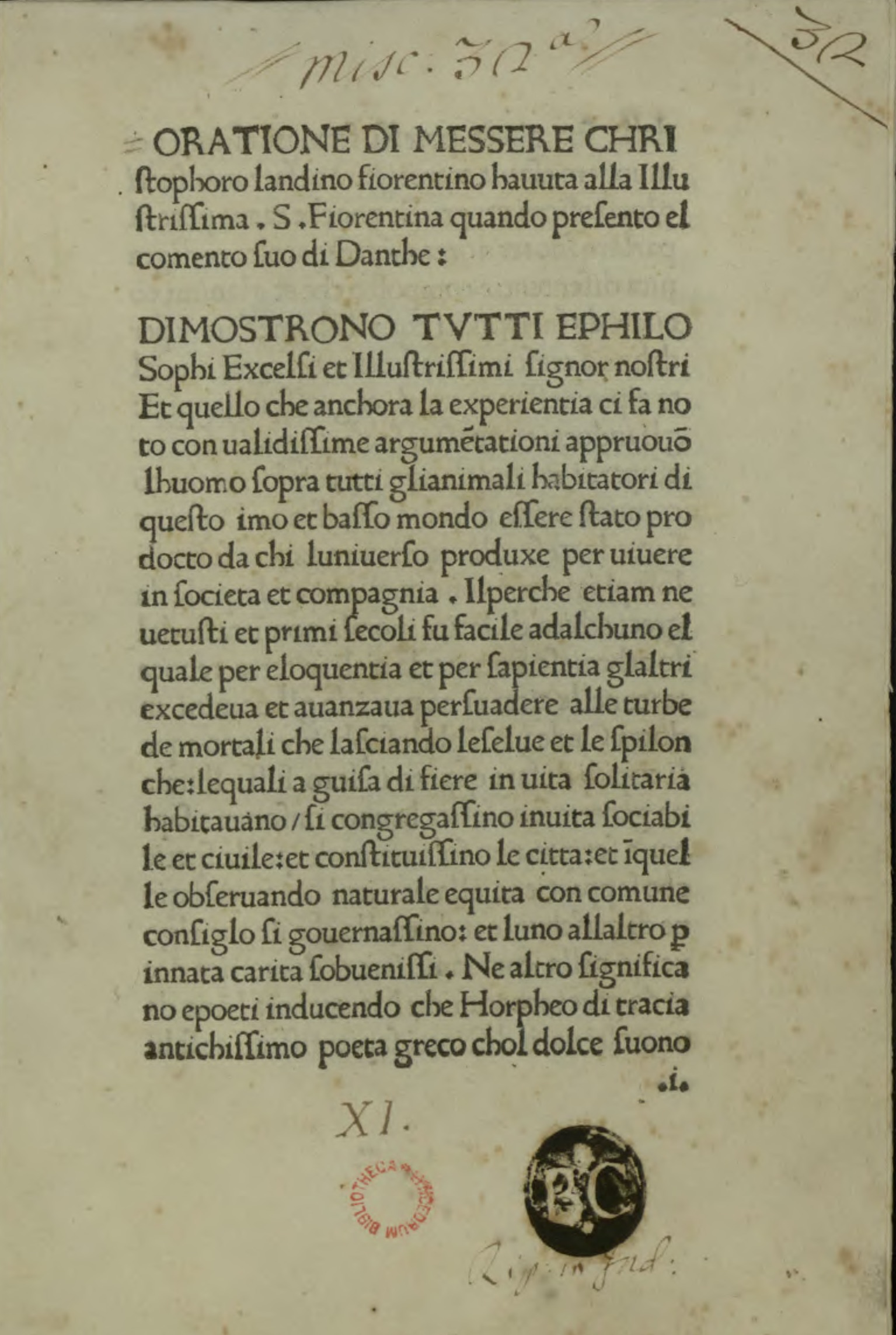
Orazione alla Signoria fiorentina
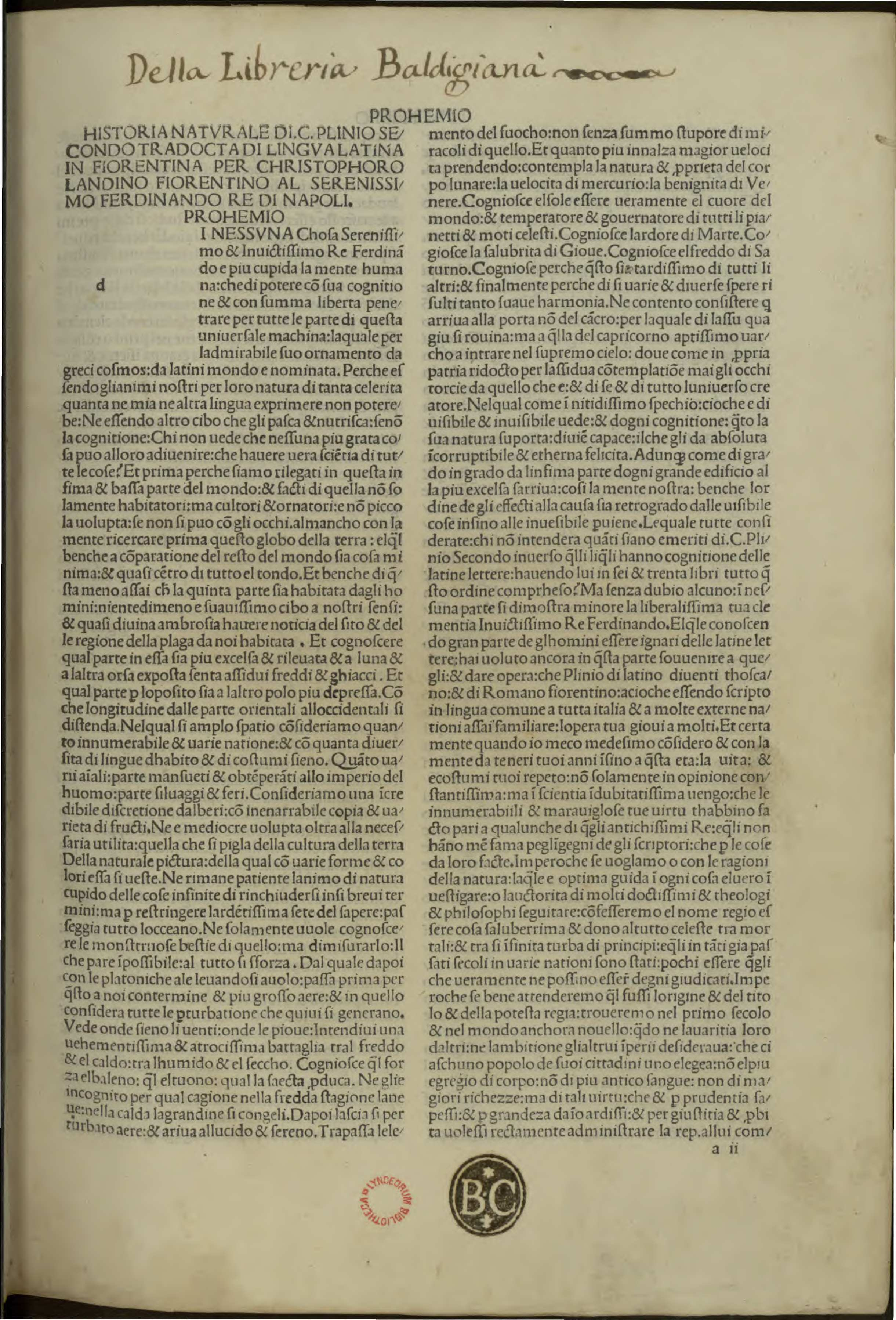
«Природнича історія» Плінія у перекладі Крістофоро Ландіно, видання 1489 року.

### Видання творів
- Chatfield, Mary P. (trans.). Cristoforo Landino: Poems (Cambridge, Massachusetts; London,: Harvard University Press, 2008) (The I Tatti Renaissance library, 35).
- Formulario de Epistole Vulgar Missiue & Responsiue & Altri Fiori de Ornati par Lamenti / Composta per Bartolomeo Miniatore … From the Collections at the Library of Congress

### Додаткова література
- Bernuzzi, Marco. «Cristoforo Landino,» in Contemporaries of Erasmus. Eds. Thomas B Deutscher and Peter G Bietenholz. Toronto: University of Toronto Press, 2003.
- Gilson, Simon A. «Tradition and Innovation in Cristoforo Landino's Glosses on Astrology in His Comento sopra la comedia (1481),» Italian Studies, 58 (2003), 48–74.
- McNair, Bruce. Cristoforo Landino: His Works and Thought. Leiden: Brill, 2019.
- Pieper, Christoph. Elegos redolere Vergiliosque sapere: Cristoforo Landinos «Xandra» zwischen Liebe und Gesellschaft. Noctes Neolatinae Bd. 8. Hildesheim: Olms, 2008. xx, 356 S.